# Georg Kieninger
Georg Kieninger (Monaco, 5 giugno 1902 – Düsseldorf, 25 gennaio 1975) è stato uno scacchista tedesco.

## Carriera scacchistica
Vinse tre volte il campionato tedesco (1937, 1940 e 1947) e il campionato di Düsseldorf ( 1931, 1932 e 1946). 
Altri risultati:
- 1931:  1º nel torneo di Colonia;
- 1932:  vince a Bad Ems il 28º Congresso della federazione tedesca (predecessore del campionato tedesco);
- 1933:  3º a Bad Pyrmont nel primo campionato tedesco (vinto da Efim Bogoljubov);
- 1937:  3º a Berlino (vinse Ludwig Rellstab davanti a Carlos Guimard;
- 1938:  3º a Bad Harzburg, dietro a Vasja Pirc e Bogoljubov;
- 1938:  2º nel campionato tedesco, dietro a Erich Eliskases;
- 1938:  =1º con Eliskases a Krefeld;
- 1939:  =1º con Ludwig Engels a Krefeld;
- 1942:  3º a Colonia;  5º a Cracovia-Varsavia-Lublino (vinse Aleksandr Alechin);
- 1945:  1º a Weidenau;
- 1946:  1º nei tornei di Amburgo e Menden;
- 1947:  1º a Essen, Colonia e Gelsenkirchen;
- 1948:  2º nel campionato tedesco, dietro a Wolfgang Unzicker;
- 1948:  1º a Gladbeck;  3º a Bad Nauheim;
- 1950:  1º a Weidenau, 3º a Travemünde dietro ad Unzicker e Bogoljubov;
- 1951:  3º a Beverwijk, dietro a Herman Pilnik e Alberic O'Kelly.

Una variante tattica del gambetto di Budapest, la "trappola Kieninger", prende il suo nome: 

1. d4 Cf6 2. c4 e5 3. dxe5 Cg4 4. Af4 Cc6 5. Cf3 Ab4 6. Cbd2 De7 7. a3 Cgxe5, e se 8. axb4?, allora 8. ...Cd3#.